# Данија Бен Саси
Данија Бен Саси (арап. دانيا بن ساسي; Београд, 1998) је либијска певачица, која има српско и тамазиг берберско порекло. Њена музика је постала популарна током Првог либијског цивилног рата, због тога што је певана на тамазиг језику и велича амазишки покрет отпора.

## Биографија
Рођена је у Београду, отац јој је Бербер из либијског града Зуаре, а мајка Српкиња. Њен отац је приморан да дође у избеглиштво у Србију, бежећи од Гадафијевог режима због свог активизма за права Бербера. Данија говори српски језик, либијски тамазиг и уме да пише на тифинагу. Већи део њене музике написао је њен отац. Завршила је студије економије на Економском факултету Универзитета у Београду.

## Дискографија
- Tidet/ The Truth - تيدت - ⵜⵉⴷⴻⵜ
- Agrawli Itri nnegh/The Revolutionary Our star - أكًراولي إثري نًغ - ⴰⴳⵔⴰⵡⵍⵉ ⵉⵜⵔⵉ ⵏⴻⵖ
- Numidya - نوميديا - ⵏⵓⵎⵉⴷⵉⵢⴰ
- Abrid n Tilelli/The Path to Freedom - أبريد ن تينللي - ⴰⴱⵔⵉⴷ ⵏ ⵜⵉⵍⴻⵍⵍⵉ
- Sfeḍ imeṭṭawen-im a weltma/Wipe away your tears my sister - سفض يمطًاون إم ا ولتما[3]